# 16 شوال
- السبت
- الأحد
- الاثنين
- الثلاثاء
- الأربعاء
- الخميس
- الجمعة

- 2929 مارس 2025
- 130 مارس 2025
- 231 مارس 2025
- 31 أبريل 2025
- 42 أبريل 2025
- 53 أبريل 2025
- 64 أبريل 2025
- 75 أبريل 2025
- 86 أبريل 2025
- 97 أبريل 2025
- 108 أبريل 2025
- 119 أبريل 2025
- 1210 أبريل 2025
- 1311 أبريل 2025
- 1412 أبريل 2025
- 1513 أبريل 2025
- 1614 أبريل 2025
- 1715 أبريل 2025
- 1816 أبريل 2025
- 1917 أبريل 2025
- 2018 أبريل 2025
- 2119 أبريل 2025
- 2220 أبريل 2025
- 2321 أبريل 2025
- 2422 أبريل 2025
- 2523 أبريل 2025
- 2624 أبريل 2025
- 2725 أبريل 2025
- 2826 أبريل 2025
- 2927 أبريل 2025
- 3028 أبريل 2025
- 129 أبريل 2025
- 230 أبريل 2025
- 31 مايو 2025
- 42 مايو 2025

16 شوَّال أو 16 شوَّال المُکَرَّم أو 16 شوَّال المكرَّمة أو يوم 16 \ 10 (اليوم السادس عشر من الشهر العاشر) هو اليوم الثاني والثمانون بعد المائتين (282) من أيَّام السنة (أو الثالث والثمانون بعد المائتين لو كان شهر شعبان مُتممًا لليوم الثلاثين أو الرابع والثمانون بعد المائتين لو أتم كلاً من صفر وربيع الآخر وجمادى الآخرة وشعبان ثلاثين يوماً) وفق التقويم الهجري القمري (العربي). يبقى بعده 72 أو 73 يومًا لانتهاء السنة.

## أحداث
- 501 هـ - نشوب معركة أقليش ضمن حرب الاسترداد.
- 1049 هـ - ولاية السلطان إبراهيم خان بن أحمد الأول السلطنة، وهو الثامن عشر في سلسلة سلاطين الدولة العثمانية، دام في السلطنة 8 سنوات وتسعة أشهر، وفي عهده فتحت جزيرة كريت.
- 1095 هـ - القائد العثماني القرمي سليم كراي يهزم يوحنا الثالث سوبياسكي ملك بولونيا في معركة كامانيجة.
- 1344 هـ - أحمد نامي بك يتولى رئاسة سوريا.
- 1367 هـ - مقتل المجاهد المصري أحمد عبد العزيز قائد الفدائيين في حرب فلسطين.
- 1370 هـ - اغتيال ملك الأردن عبد الله الأول وهو في طريقه إلى صلاة الجمعة في المسجد الأقصى بالقدس.
- 1380 هـ - تصدير أول شحنه من نفط من «حقل الخفجي البحري» الواقع في مياه المنطقة المحايدة بين السعودية والكويت إلى اليابان وذلك بحضور الملك سعود بن عبد العزيز والشيخ عبد الله السالم الصباح.
- 1391 هـ - القوات البحرية الهندية تغرق المدمرتين الباكستانيتين «خيبر» و«شاه جهان» أثناء الاشتباكات بين قوات البلدين في خليج البنغال.
- 1425 هـ - ملك المملكة الأردنية الهاشمية عبد الله الثاني بن الحسين يعفي أخاه الأمير حمزة بن الحسين من ولاية العهد لأنه يرى أن هذا المنصب شرفي ويقيده ويحد من إمكانية تكليفه ببعض المهمات ويحول بينه وبين تحمل بعض المسؤوليات.
- 1431 هـ - حادث تصادم قطارين في بئر الباي في تونس يودي بحياة شخص وإصابة 57 آخرون.

## مواليد
- 293 هـ - أبو أحمد العسكري، فقيه وأديب ومحدث مسلم.
- 1140 هـ - شاكر بن مصطفى العمري، فقيه حنفي وصوفي وشاعر سوري عثماني.
- 1317 هـ - محمد حسين ركن زادة، صحفي ولغوي وكاتب وشاعر إيراني.
- 1357 هـ - غسان مطر، ممثل فلسطيني.
- 1361 هـ - محمد خان، مخرج مصري.
- 1365 هـ - جليلة محمود، ممثلة مصرية.
- 1367 هـ - عزت أبو عوف، ممثل مصري.
- 1371 هـ - أحمد نظيف، رئيس وزراء مصر.
- 1380 هـ - ربيع الخولي، مغني وكاهن لبناني.
- 1385 هـ - مازن الناطور، ممثل سوري.
- 1392 هـ - وائل جسار، مغني لبناني.
- 1394 هـ - منيرة عاشور، إعلامية كويتية.
- 1397 هـ - آلاء شاكر، ممثلة عراقية.
- 1400 هـ - هيدي كرم، ممثلة مصرية.
- 1407 هـ - سامية الطرابلسي، ممثلة تونسية.

## وفيات
- 485 هـ - جلال الدولة ملك شاه، سلطان سلجوقي.
- 693 هـ - عبد الكريم ابن طاووس، عالم مسلم.
- 1049 هـ - مراد الرابع، السلطان العثماني الثامن عشر.
- 1099 هـ - إبراهيم بن حسين البيري، عالم مسلم حجازي عثماني.
- 1351 هـ - عبد الله المامقاني، عالم مسلم شيعي.
- 1367 هـ - أحمد عبد العزيز، مجاهد مصري.
- 1370 هـ - عبد الله الأول بن الحسين، مؤسس وملك المملكة الأردنية الهاشمية.
- 1417 هـ - هنري بركات، مخرج مصري.

## وصلات خارجية
- موقع قصة الإسلام: حدث في شهر شوَّال.